# Брестака
Брестака (болг. Брестака) — село в Болгарии. Находится в Софийской области, входит в общину Мирково. Население составляет 1 человек.

## Политическая ситуация
Брестака подчиняется непосредственно общине и не имеет своего кмета.
Кмет (мэр) общины Мирково — Цветанка Петкова Йотина (коалиция партий: «Демократы за сильную Болгарию» и «Союз демократических сил») по результатам выборов.